# Lup de pământ
Lupul de pământ sau lupul tuku (Proteles cristata) este un mamifer carnivor asemănător cu hiena care trăiește în zonele de deșert, nisipoase sau cu arbuști, din sudul și estul Africii. Lungimea cap + trunchi este de 55-80 cm; coada 20-30 cm; greutatea 8-12 kg. Longevitatea = 13 ani. În captivitate au trăit și 19 ani. Au o culoare cenușiu-gălbuie, cu dungi negre verticale dinspre spate spre abdomen. Membrele sunt și ele dungate cu negru în porțiune superioară și complet negre în cea inferioară. Au o coadă stufoasă, neagră și cu vârful ascuțit. Pe linia mediodorsală a gâtului și spatelui au un fel de coamă formată din păr lung și zbârlit. La membrele anterioare au 5 degete și 4 la cele posterioare. Măselele sunt slab dezvoltate, numai caninii sunt ascuțiți și puternici. Ca mijloace de apărare, în afară de fugă, își zbârlesc coamă și aruncă spre fața adversarului secrețiile urât mirositoare ale glandelor anale, dar la nevoie pot să și lupte cu ei, atacând cu caninii ascuțiți. Trăiesc mai mult izolat sau în perechi,  mai rar în grupuri familiale de 5-6 indivizi. Sunt animale nocturne și teritoriale, își marchează teritoriul cu secrețiile glandelor anale. Ziua stau ascunși în vizuinele săpate de ei în pământ sau în cele abandonate de alte mamifere, mai ales ale porcului furnicar (Orycteropus afer). Hrana constă în principal din termite (specii de Trinervitermes) și alte insecte și larvele lor, pe care le descoperă săpând pământul. Mai rar mănâncă și șoareci, păsări mici, șopârle etc. Sunt monogame. Reproducerea este sezonieră și are loc în luni diferite, în funcție de areal. Gestația durează 90-110 de zile. Femelele își caută culcușuri bine dosite, în care nasc 1-6 (de obicei 2-4) pui cu pleoapele lipite. Greutatea puilor la naștere este de 450 g fiecare. 